# Türkbelkavak, Kızılören
Türkbelkavak là một xã thuộc huyện Kızılören, tỉnh Afyonkarahisar, Thổ Nhĩ Kỳ. Dân số thời điểm năm 2011 là 151 người.